# 青玉獅子香炉
『青玉獅子香炉』（せいぎょくししこうろ）は、陳舜臣の短編小説集。表題作は第60回直木賞受賞作品で、初出は「別册文藝春秋」1968年9月号。

## 概要
「年輪のない木」「太湖帰田石」「小指を追う」「カーブルへの道」「青玉獅子香炉」の短編小説5編からなる作品集。
物に執着する人々の悲哀をミステリータッチで書いた作品が多い。

## あらすじ
年輪のない木
大阪の橋本貿易に勤務する香川は入社してから7年間の間、原材買い付けのために出張したフィリピンやボルネオで実績を上げてきたことから、「ラワンの神様」と呼ばれてていた。そのためこれ以上の出張を渋っても、結局引き受けざるを得なかった。香川が尻込みする理由は二つあった。一つは取引相手である王究のラワン材に対する異常なまでの愛着が薄気味悪く思えていたこと。そしてもう一つは、王究の妻である紅蘭と関係を持ってしまったという罪悪感からであった。
無事に商談を済ませた香川は、王究からクルインの木の下に案内される。この木はラワンと似ているが材質が全然違うため王究が嫌っていた木であると同時に、そこはまさに香川が紅蘭と関係を持った場所でもあった。

太湖帰田石（たいこきでんせき）
彫刻家である菊川淳介の家に、かつての菊川邸で住み込み家政婦をしている実姉が訪れる。淳介は姉から没落した菊川家のシンボルであった太湖帰田石の贋作づくりを強要される。姉は贋作の出来ばえを評価し、旧菊川家に置かれている本物とすり替えようと、淳介に協力を求める。

小指を追う
警部補の岡田茂は嫌々ながら、重要文化財である観音菩薩立像の盗難事件を担当させられた。ちょうどその時、青年実業家の息子が行方不明になる事件が起きていて、もうすぐ父親になる岡田としては、子供を誘拐した卑劣な悪党をこの手で取り押さえたかったのだ。
盗難品の観音菩薩立像はあっけなく発見されたものの、右の小指のところが根元からなくなっていた。

カーブルへの道
高校教師の三谷宣照（せんしょう）は、インド・パキスタンを経て、仏跡巡礼最終コースのアフガニスタンのカーブルへと入った。オーレル・スタインの墓前に献花したときに知り合ったソ連のナザロフという名の大学教授から二幅の掛軸を渡され、とある人物に渡すように頼まれる。翌日、バーミヤーンへ向った三谷は、シャーレ・ゴルゴラの地で目的のグループと出会うことができたものの、そのうちの一人が頭を割られて死んでいた。

青玉獅子香炉
北京の正陽門外の西に『瑠璃廠（リュウリーチャン）』と呼ばれる一画があり、そこで潤古堂という工芸品を扱う店があった。雇われ主人の名は王福生といい、翡翠や玉の加工彫刻の名人と言われていた。それまで工芸局にいたのだが、心ゆくまで自分の技量を発揮し、後世に残る作品を作るため、固定収入と自由な時間のあるこの職業を選んだのだ。
1923年の春、ときどき書画を売りに来る宦官の郭祥が、写真そっくりの香炉を造って欲しいと言ってきた。本物の香炉は廃帝溥儀の収蔵品であったが、すでにアメリカに売ってしまったとのことだった。事情を知った王福生は快諾するも脳溢血で倒れたため、弟子の李同源が仕事を引き継ぐことになった。